# Barrancoueu
Barrancoueu település Franciaországban, Hautes-Pyrénées megyében. Lakosainak száma 38 fő (2022. január 1.). Barrancoueu Arreau, Cadéac és Ancizan községekkel határos.

## Népesség
A település népességének változása:
| Lakosok száma | 32   | 33   | 33   | 33   | 32   | 33   | 35   | 38   |
|               | 2013 | 2015 | 2017 | 2018 | 2019 | 2020 | 2021 | 2022 |